# Dictyna zherikhini
Dictyna zherikhini là một loài nhện trong họ Dictynidae.
Loài này thuộc chi Dictyna. Dictyna zherikhini được Yuri M. Marusik miêu tả năm 1988.